# Chiesa di San Lorenzo (Corniglio, Bosco)
La chiesa di San Lorenzo è un luogo di culto cattolico dalle forme neoclassiche, situato in località Cirone a Bosco, frazione di Corniglio, in provincia e diocesi di Parma; è sede di una parrocchia compresa nella zona pastorale della Montagna.

## Storia
Il luogo di culto originario fu edificato nell'abitato di Bosco in epoca medievale; la più antica testimonianza della sua esistenza risale al 1230, quando la capelle de Bosco, dipendente dalla pieve di Corniglio, fu menzionata nel Capitulum seu Rotulus Decimarum della diocesi di Parma, mentre nel 1493 fu citata per la prima volta la sua intitolazione a san Lorenzo.
Entro il 1564 la chiesa fu eretta a sede parrocchiale autonoma.
Col tempo l'antico edificio cadde nel degrado e agli inizi del XVII secolo risultava ormai in rovina; gli abitanti della località di Cirone intrapresero allora, nei pressi del piccolo borgo, i lavori di costruzione di un nuovo e ampio luogo di culto, che, al termine dei lavori, fu benedetto il 13 giugno 1638. Nel frattempo, a causa dell'eccessiva distanza della costruenda chiesa parrocchiale dal centro principale di Bosco, ove si trovava la canonica, nel 1622 vi fu avviata l'edificazione di un oratorio, che, inizialmente dedicato a sant'Andrea Apostolo, fu benedetto lo stesso giorno del tempio di Cirone e rimase de facto la sede parrocchiale di Bosco.
Verso la fine del XVIII secolo la chiesa di Cirone fu sottoposta a una serie di interventi di ristrutturazione, iniziati nel 1796, con la sopraelevazione del campanile terminata tre anni dopo, e completati nel 1803, con l'innalzamento della nuova facciata neoclassica.
Nel 1970 l'edificio fu interessato da lavori di restauro, che comportarono la rimozione degli intonaci esterni; altre opere furono eseguite intorno al 1990, con la sostituzione con tegole in laterizio delle lastre di eternit del tetto, che erano state aggiunte nel 1920.
Altri interventi furono realizzati tra il 2006 e il 2013, col consolidamento strutturale delle fondamenta dell'edificio, il restauro degli interni e di due facciate esterne e la risistemazione del tetto.

## Descrizione

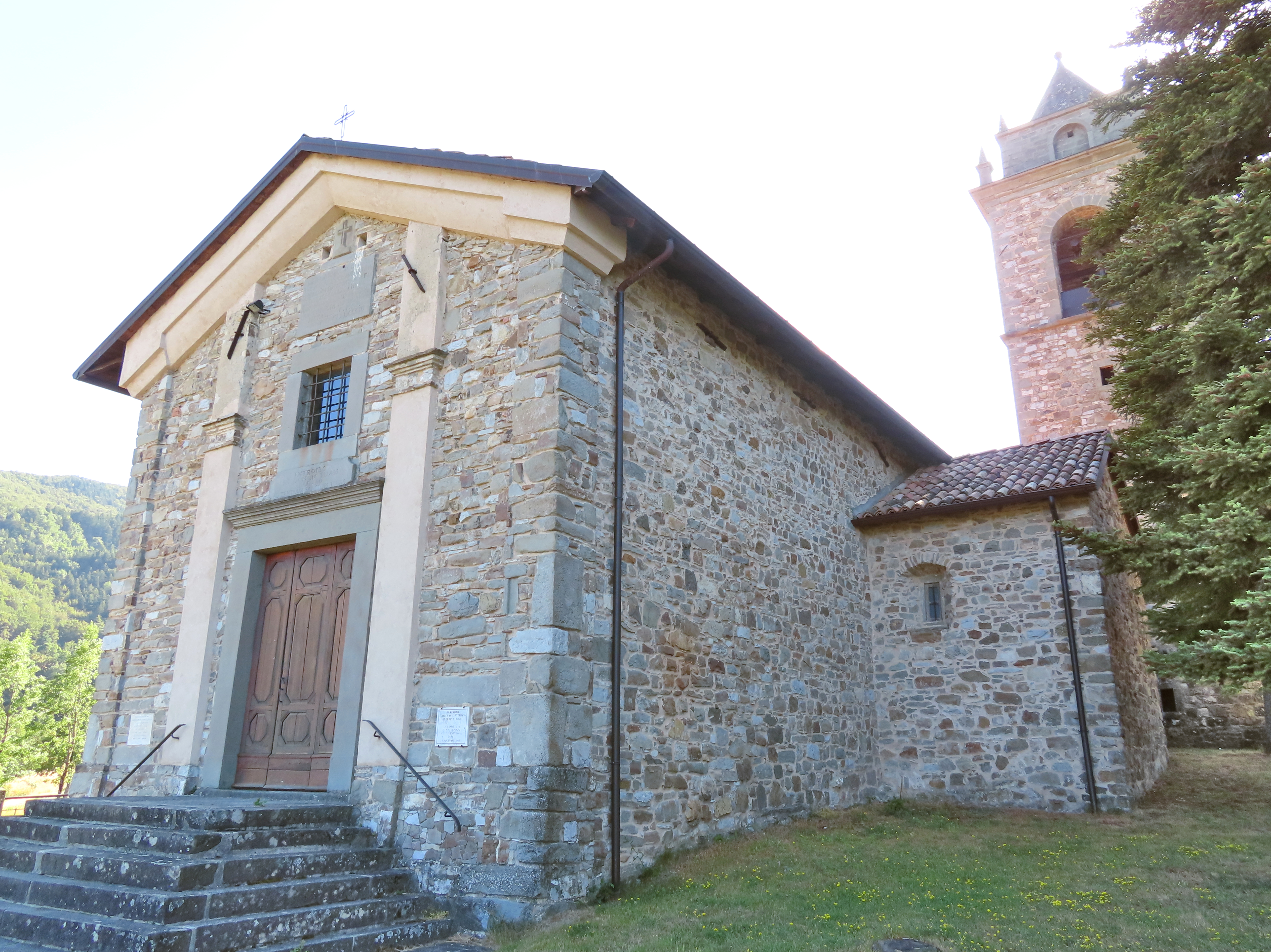
Facciata e lato nord

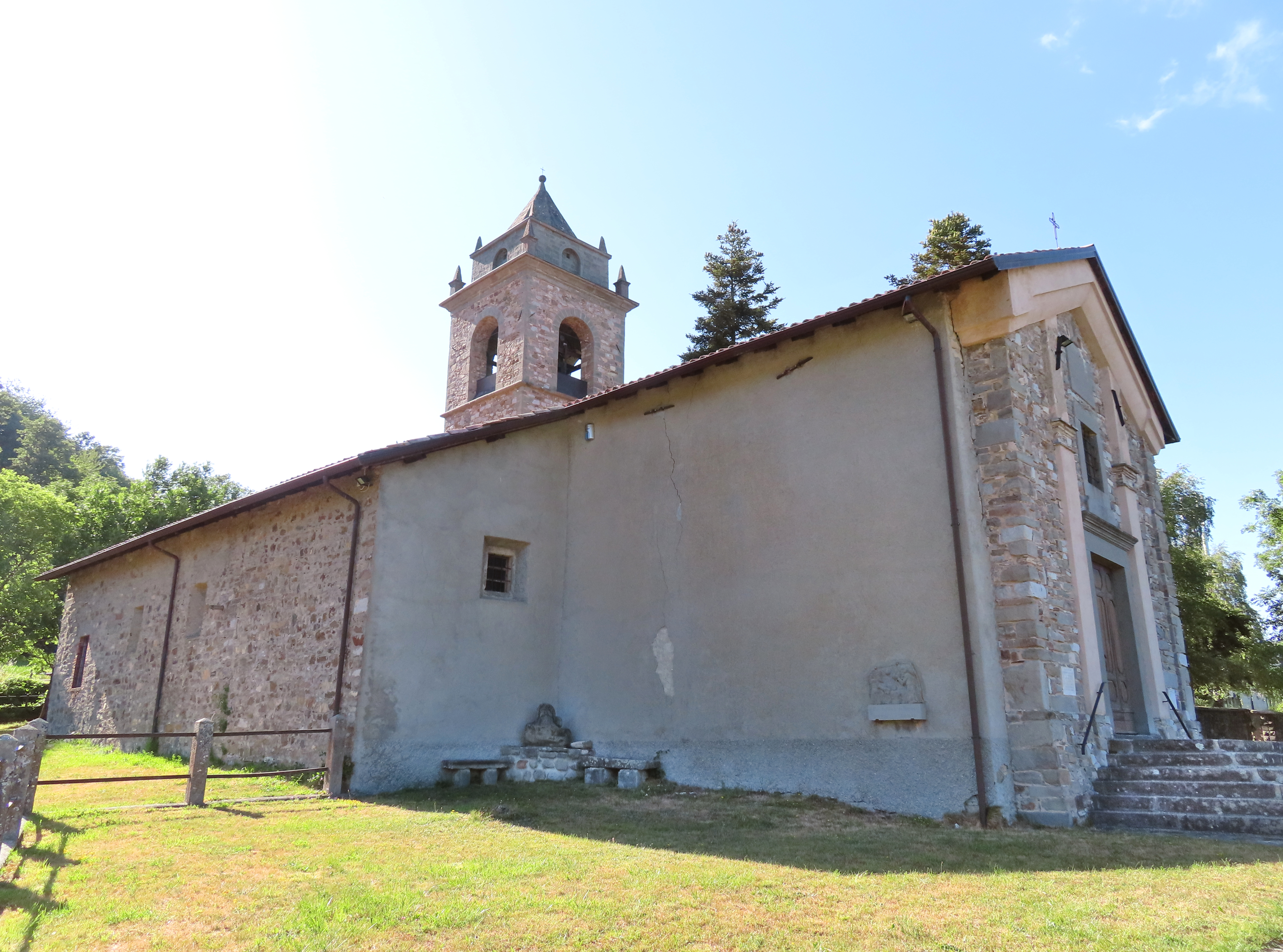
Facciata e lato sud

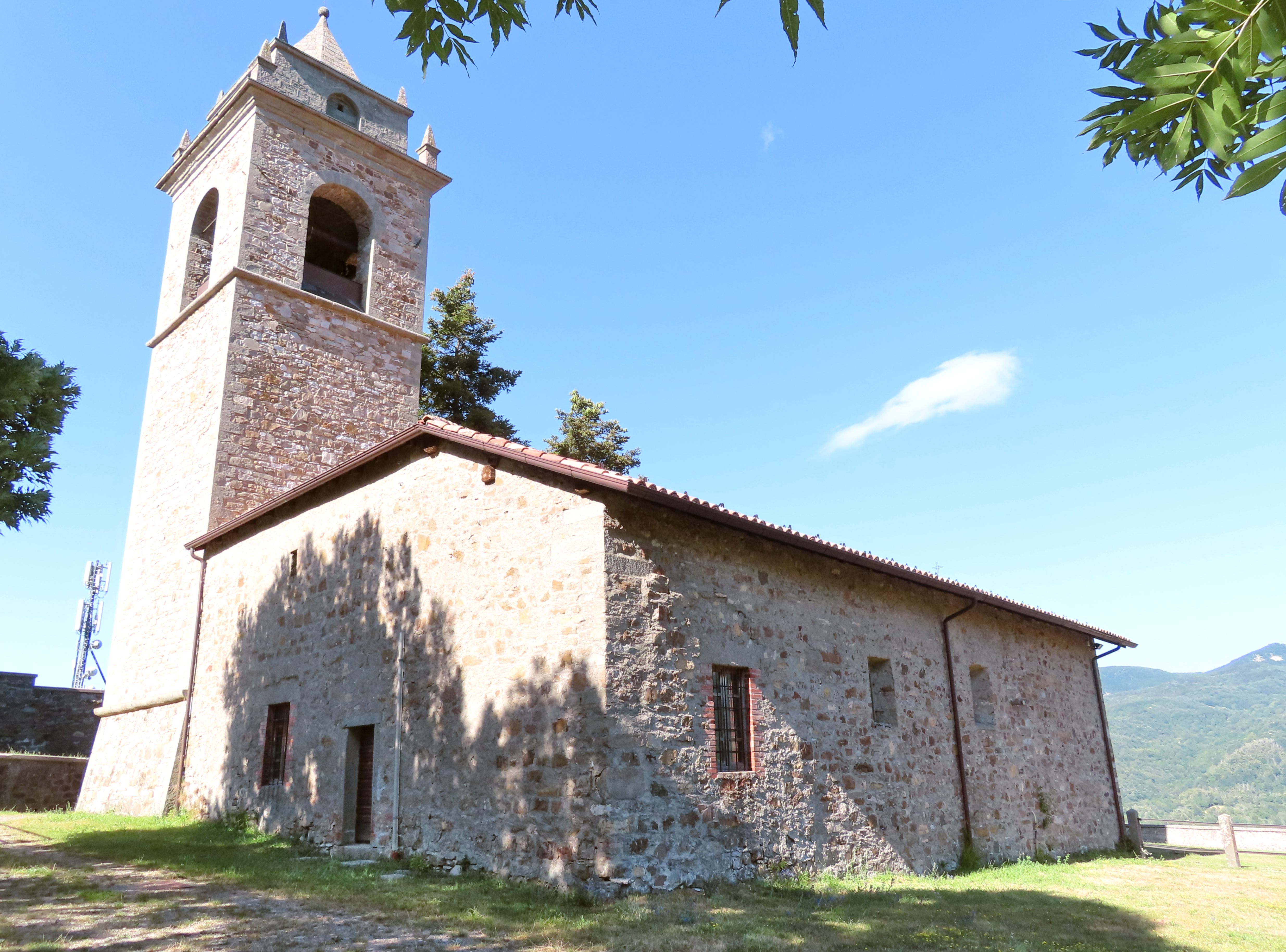
Retro e lato sud

La chiesa si sviluppa su un impianto a navata unica affiancata da una cappella per lato, con ingresso a est e presbiterio a ovest.
La simmetrica facciata a capanna, rivestita in pietra come gran parte dell'edificio, è tripartita da quattro lesene, di cui le due centrali intonacate e sormontate da capitelli dorici; nel mezzo, preceduto da una breve scalinata, si apre l'ampio portale d'ingresso, delimitato da una cornice e sormontato da un architrave in aggetto, sopra il quale è collocata una finestra quadrata; in sommità, lungo gli spioventi del tetto corre un cornicione modanato intonacato.
Dai fianchi aggettano i volumi delle cappelle laterali; al termine del lato destro, in continuità col retro dell'edificio si erge il campanile in pietra, con cella campanaria affacciata sulle quattro fronti attraverso ampie monofore ad arco a tutto sesto; in sommità, oltre il cornicione in aggetto, si eleva la lanterna a pianta quadrata, tra quattro piccoli pinnacoli; a coronamento si innalza tra altri quattro piccoli pinnacoli una guglia metallica a base ottagonale.
All'interno la navata, coperta da un soffitto piano a travetti lignei, è affiancata sul fondo da due ampie arcate a tutto sesto, attraverso le quali si affacciano le cappelle laterali, coronate da volte a botte.
Il presbiterio, lievemente sopraelevato, è preceduto dall'arco trionfale; l'ambiente, coronato da una volta a botte, ospita nel mezzo l'altare maggiore ligneo a mensa, aggiunto intorno al 1990.
La chiesa conserva alcune opere di pregio, tra cui una cinquecentesca croce astile in argento sbalzato e un ottocentesco conopeo in tulle ricamato in argento.